# Dominante
Dominante (französisch (note) dominante (Adj.) oder einfach: dominante (Subst.) von lateinisch dominans (Part. Präs. von dominare) ‚herrschend, beherrschend, vorherrschend‘; italienisch u. spanisch dominante) bezeichnet in der Harmonielehre sowohl die fünfte Stufe einer Dur- oder Moll-Tonleiter als auch die Funktion aller darauf basierenden Akkorde.

## Allgemeines
Die Dominante (auch Oberdominante genannt) ist der fünfte Ton einer Tonart. Sie liegt eine Quinte über der Tonika und bildet zusammen mit dieser und der Subdominante (auch Unterdominante genannt) eine der drei Hauptstufen bzw. Hauptfunktionen der tonalen Harmonik. Im Rahmen der harmonischen Kadenz mit der Stufenfolge I–V–I (authentische Kadenz) oder I–IV–V–I (vollständige Kadenz) in Dur und Moll bereitet die Dominante als vorletzter Akkord den Zielakkord vor, indem sie mittels Leittonspannung zur nachfolgenden Tonika hinführt und dabei eine spezifische Schlusswirkung (authentischer Ganzschluss) erzeugt. Sowohl in Dur als auch in Moll wird in der Regel ein Dur-Akkord als Dominante verwendet, was in der musikalischen Praxis dazu führt, dass in Moll üblicherweise ein künstlicher Leitton geschaffen wird (erweiterte Diatonik).

## Dominantspannung

### In Dur
Die Quint-Fortschreitung von der tonikalen zur dominantischen Funktion (I–V) erzeugt eine Erwartung eines Rückfalls in die tonikale Ruhelage. Der Rückfall in die tonikale Ruhelage (V–I) wird als Eintreten der erwarteten Kadenz (und somit als Lösung der Spannung) empfunden. Das Auflösungsbestreben der Dominante (g-h-d, hier bezogen auf C-Dur) in die Tonika (c-e-g) wird einerseits durch die Energie des im Dominantakkord enthaltenen Leittons (h), andererseits durch den typischen Quintfall im Bass (g-c) unterstützt.

### In Moll
Da im Kontext der Dur-Moll-Tonalität die Strebewirkung des Leittons von der siebten zur achten Tonleiterstufe und die dadurch bedingte große Terz eines zur Tonika führenden Dominantakkords wesentlich ist, wird in Moll die siebte Tonleiterstufe des natürlichen Moll hochalteriert. Dabei ist es unerheblich, ob man die Alteration durch die Leittonwirkung, die Durterz einer auf der fünften Tonleiterstufe gebildeten Dur-Dominante oder das musiktheoretische Konstrukt des harmonischen Moll legitimiert.
Da einer Moll-Dominante mit Grundton auf der fünften Tonleiterstufe die für die Dominante der Tonika charakteristische Strebewirkung fehlt, findet sich diese als stilistisches Mittel zumeist in Kompositionen mit folkloristischen und neo-modalen Anklängen.

### Möglichkeiten zur Verstärkung der Dominantspannung
Die erwähnte Dominantspannung kann durch Erweiterung des Dominant-Dreiklangs noch zusätzlich verschärft werden:

#### Dominantseptakkord
Durch Hinzunahme der leitereigenen Septime in Dur und Moll entsteht der Dominantseptakkord (g-h-d-f in C-Dur bzw. e-gis-h-d in a-Moll). Dieser enthält nun mit dem vierten Ton (f bzw. d) der zugrunde liegenden Tonleiter einen weiteren, jedoch abwärtsstrebenden Leitton (genannt: Gleitton), der sich in die darunter liegende Terz der Tonika (e bzw. c) auflöst. Da der Dominantseptakkord also sowohl den Leitton der Tonart als auch den vierten Ton enthält und sich diese zwingend in erwähnter Richtung in die Tonika auflösen (V7–I), legt er die jeweilige Tonart eindeutig fest. Der Tritonus (h und f, bezogen auf C-Dur) zwischen Terz und Septime ist dabei als charakteristische Dissonanz des Dominantseptakkordes zu verstehen und führt dazu, dass dieser automatisch in der Funktion einer Dominante wahrgenommen wird.

#### Weitere dominantische Akkorde
Der Dominantseptakkord erscheint im musikalischen Kontext gelegentlich auch in „verkürzter“ Form (h-d-f in C-Dur bzw. gis-h-d in a-Moll), also mit fehlendem Grundton als VII. Stufe einer Tonart (= verminderter Dreiklang). Ferner kann er durch sogenannte „Überterzung“ bzw. das Hinzufügen der leitereigenen None zum Dominantseptnonakkord (g-h-d-f-a in C-Dur bzw. e-gis-h-d-f in a-Moll) erweitert werden. Der Dominantseptnonakkord antizipiert – im Gegensatz zum geschlechtsneutralen Dominantseptakkord – jedoch eine nachfolgende Auflösung nach Dur (bei großer None) oder Moll (bei kleiner None) und kann ebenfalls in verkürzter Form als halbverminderter (in Dur) bzw. verminderter Septakkord (in Moll) auftreten (h-d-f-a in C-Dur bzw. gis-h-d-f in a-Moll).
Akkorderweiterungen, die im Dur-Moll-tonalen System generell dissonant sind, eignen sich besonders gut als Dominante. So u. a. auch der Dominantundezim- und der Dominanttredezimakkord, die – im Gegensatz zum Dominantsept- und zum Dominantseptnonakkord – in der musikalischen Praxis allerdings eine weitaus geringere Bedeutung haben. Des Weiteren wirken alterierte Akkorde der V. Stufe (z. B. g-h-dis-f oder g-h-des-f in C-Dur) dominantisch.
„Dominant-Funktion“ im erweiterten Sinn haben grundsätzlich alle Akkorde, die einen hohen Spannungsgehalt in sich tragen und in einen nachfolgenden, spannungsärmeren Klang auflösen.

## Stufen- und Funktionstheorie / Jazz
Der Begriff Dominante wird sowohl in der Stufen- als auch der Funktionstheorie verwendet, jedoch in leicht unterschiedlicher Bedeutung: In der Stufentheorie werden als Dominantakkorde nur solche bezeichnet, deren Grundton die 5. Stufe einer Tonleiter ist und die diesen Grundton auch wirklich enthalten. In der Funktionstheorie dagegen werden alle Akkorde, die eine Auflösungstendenz zur Tonika aufweisen, als Dominanten bezeichnet, selbst wenn sie den Dominantgrundton (5. Stufe) gar nicht enthalten. So wird z. B. in C-Dur der Septakkord der VII. Stufe (h-d-f-a) von der Funktionstheorie in dominantischer Funktion gesehen und als verkürzter bzw. stellvertretender Dominantseptnonakkord (g-h-d-f-a) mit fehlendem Grundton interpretiert.
Im Jazz kann die Dominante unterschiedlich alteriert werden, z. B. in C-dur als Septakkord (g-h-d-f = G7), als Septnonenakkord mit kleiner oder übermäßiger None (g-h-d-f-as = G7/b9 oder g-h-d-f-ais = G7/#9), als Septakkord mit hochalterierter Quinte (g-h-dis-f = G7/#5), als Undezimakkord (g-h-d-f-a-c = G7/9/11) oder als Tredezimakkord mit kleiner oder übermäßiger Tredezime (g-h-d-f-a-es = G7/9/b13 bzw. g-h-d-f-a-eis = G7/9/#13).

## Geschichte
Das Wort Dominante ist älter als die Dur-Moll-tonale Musik. Bereits im Mittelalter wurde die Bezeichnung oft synonym für die anderen Benennungen des Rezitationstons von Kirchentönen (Repercussa, Tenor, Tuba) gebraucht. 1615 verwendete Salomon de Caus diese bei authentischen Kirchentönen für die 5., bei plagalen für die 4. Stufe. Zu Beginn des 18. Jahrhunderts gehörte die Dominante als 5. Ton der Leiter neben Finalis und Mediante (nach Brossard) zu den Sons essentielles (wesentlichen Tönen) eines Modus.
Die heutige Bedeutung des Begriffs als eine der drei Grundfunktionen tonaler Harmonik geht auf Jean-Philippe Rameau zurück. Dieser verstand unter Dominante im Allgemeinen jeden Ton, der Basis eines Septakkords ist, wobei Letzterer sich in einen Akkord mit einem um eine Quinte tieferen Grundton auflöst. Die dominante tonique (von Marpurg als tonische Dominante übersetzt) ist der Spezialfall des auf der Quinte über dem Grundton errichteten Septakkords und löst sich in den Tonikadreiklang auf (was dem heutigen Dominantverständnis recht nahekommt). Von Rameaus unmittelbaren Nachfolgern übernahmen allerdings nur wenige (z. B. Johann Friedrich Daube) die neue Lehre von den Grundfunktionen.
Jean-Jacques Rousseau schwächte die hervorhebende Bedeutung der Termini Tonika, Dominante und Subdominante wieder etwas ab, indem er die Benennung der einzelnen Tonleiterstufen weiter ausbaute (z. B. Sus-dominante für die 6. Stufe). Bei Heinrich Christoph Koch und Gottfried Weber wird jedoch ausdrücklich zwischen wesentlichen bzw. Hauptharmonien (Tonika-, Dominant- und Subdominantdreiklang) und zufälligen bzw. Nebenharmonien einer Tonart unterschieden. Weber weist auch als einer der ersten darauf hin, dass der Dreiklang auf der Oberdominante immer (auch in Moll) ein Durdreiklang ist. Die endgültige Festigung des Dominant-Begriffs geschah durch Moritz Hauptmann, der diesen von der Quinte, dem zweiten der drei direkt verständlichen Intervalle (Oktave, Quinte, Großterz), ableitete. Die heute übliche Funktionsbezeichnung D für die Dominante wurde von Hugo Riemann eingeführt. In der ersten Hälfte des 20. Jahrhunderts im deutschsprachigen Raum wurde die Dominante auch Oberdominante genannt.